# Lijst van spoorwegmaatschappijen
Hieronder volgt een lijst van spoorwegmaatschappijen.
Afrika - Azië -  Australië - Europa - Noord-Amerika - Zuid-Amerika

## Afrika

### Algerije
- Société nationale des chemins de fer algériens (SNFT)

### Angola
- Chemins de fer de Benguela

### Benin
- Office des Chemins de fer du Bénin (OCBN)

### Burkina Faso
- SITARAIL

### Congo-Brazzaville
- Chemin de Fer Congo-Océan (CFCO)

### Congo-Kinshasa
- Société Nationale des Chemins de fer du Congo (SNCC)

### Egypte
- Chemins de fer égyptiens

### Ethiopië
- Chemin de fer Djibouti-Addis-Abbéba

### Eritrea
- Chemins de fer Érythréens

### Gabon
- Transgabonais

### Ghana
- Ghana Railways & Ports (GRP)

### Ivoorkust
- SITARAIL

### Kameroen
- Régie des Chemins de Fer Camerounais (REGIFERCAM)

### Kenia
- Kenya Railways

### Liberia
- Bong Mining Co
- Lamgo JV Operating Co

### Libië
- Néant

### Madagaskar
- Chemins de fer malgaches

### Malawi
- Malawi Railways Ltd

### Mali
- Chemin de fer de Mali

### Mauritanië
- Chemin de fer de Mauritanie

### Marokko
- Office National des Chemins de Fer (ONCF)

### Mozambique
- Chemins de fer de l'État du Mozambique

### Namibië
- Transnamib

### Nigeria
- Nigeria Railway Corporation

### Soedan
- Sudan Railways

### Swaziland
- Swaziland Railway

### Togo
- Togo Railways (RCFT)

### Tunesië
- Tunisian National Railways (SNCFT)

### Zambia
- Zambia Railways

### Zimbabwe
- National Railways of Zimbabwe

### Zuid-Afrika
- Transnet, ook wel Spoornet

## Azië

### Bangladesh
- Bangladesh Railway

### Birma
- Union of Burma Railways

### China
- Railways of the Peoples Republic of China
- Kowloon-Canton Railway Corporation (MTR)

### Filipijnen
- Philippine National Railways

### India
- Indian Railways

### Indonesië
- PT Kereta Api (Persero) (en:PT Kereta Api (Persero))

### Iran
- Iranian National Railways Company

### Irak
- Iraqi Republic Railways

### Israël
- Israel Railways

### Japan
- Hankyu
- Hanshin
- Japan Railways
- Keihan
- Keikyu
- Keio
- Keisei
- Kintetsu
- Meitetsu
- Nankai
- Nishitetsu
- Odakyu
- Seibu
- Tōbu
- Tokyu

### Jordanië
- Hedjaz - Jordanian railway

### Zuid-Korea
- Korean National Railroad (KNR)

### Noord-Korea
- Korean Railways (KL)

### Libanon
- Lebanon State Railways

### Maleisië
- Keretapi Tanah Melayu

### Nepal
- Nepal Government Railway
- Janakpur Railway

### Pakistan
- Pakistan Railways (PR)

### Saoedi-Arabië
- Saudi Government Railroad Administration

### Sri Lanka
- Sri Lanka Government Railway

### Syrië
- Syrian Railways
- Hedjaz Railway

### Taiwan
- Taiwan Railway Administration

### Thailand
- State Railways of Thailand (SRT)

### Turkije
- Türkiye Cumhuriyeti Devlet Demiryolları (TCDD)

### Vietnam
- Vietnam Railway System (RCFVN)

## Australië

### Australië
- SRA  (New South Wales State Rail Authority)
- QR   (Queensland Rail)
- VicRail (Victorian Railways)
- Westrail (Western Australia Railways)

### Nieuw-Zeeland
- Toll NZ

## Europa

### Albanië
- HSh (Hekurudha e Shqiperise)

### België
reizigers:
- Nationale Maatschappij der Belgische Spoorwegen (NMBS)
- Eurostar

goederenvervoer:
- Lineas (voorheen NMBS Logistics, B-Cargo)

- CrossRail Benelux (BLS Cargo),.voorheen Dillen & Le Jeune Cargo (DLC)
- Railtraxx (Captrain)

### Bosnië en Herzegovina
- ŽBH (Željeznice Bosne i Hercegovina)
- ŽRS (Željeznice Republika Srpske)

### Bulgarije
- BDZh (Bâlgarski Dârzhavni Zheleznitsi)
- Bulmarket

### Denemarken
- Zie: Lijst van Deense spoorwegmaatschappijen

### Duitsland
- Zie: Lijst van Duitse spoorwegmaatschappijen

### Estland
- EVR Estonian Railways - Eesti Raudtee (geprivatiseerd in 2001)
- Edelaraudtee goederenvervoer in het westen van Estland (1996-)
- Elron reizigersvervoer binnen Estland (1998-)

### Finland
- VR Oy

### Frankrijk
- Société Nationale des Chemins de fer Français (SNCF) met dochterondernemingen
- Eurostar
- Getlink (goederen en kanaaltunnelpendel)
- Régie Autonome des Transports Parisiens (RATP)
- Renfe
- Transdev
- Trenitalia France

goederen:
- Hexafret

Lokaal:
- Chemins de fer de Provence (CFP)

### Griekenland
- OSE (Organismós Sidiródromon Éllados)
- SPAP (Peloponnese-Athens-Piraeus Railway)

### Hongarije
- MÁV (Magyar Államvasutak)
- GySEV (Győr-Sopron-Ebenfurti Vasut, of ROeEE in Oostenrijk)

### Ierland
- Iarnród Éireann (IE)

### Italië
- Trenitalia (exploitatiebedrijf van de Ferrovie dello Stato)
- Ferrovie dello Stato  (FS)

### Kroatië
- HŽ (Hrvatske željeznice)

### Letland
- LDz  (Latvijas dzelzceļš)

### Litouwen
- LG (Lietuvos geležinkeliai)

### Luxemburg
- Chemins de fer luxembourgeois (CFL)

### Moldavië
- CFM (Calea Ferată din Moldova)

### Nederland
- Zie: Lijst van Nederlandse spoorwegmaatschappijen

### Noorwegen
- Zie: Lijst van Noorse spoorwegmaatschappijen

### Oekraïne
- UkrZaliznyza (UZ)

### Oostenrijk
- Österreichische Bundesbahnen (ÖBB)
- CargoServ
- City Air Terminal
- GKB (Graz-Köflacher Eisenbahn)
- LTE (Logistiek en Transport)
- MBS (Montafonerbahn Schruns)
- Raab-Ödenburg-Ebenfurther Eisenbahn
- RÖEE (of GySEV in het Hongaars)
- SETG (Salzburger Eisenbahn Transport Logistiek)
- SRB (Südburgenländische Regionalbahn)
- Stern & Hafferl
- StLB (Steiermärkische Landesbahnen)
- Stubaitalbahn
- SVB (Salzburger Verkehrsbetriebe)
- WLB (Wiener Lokalbahnen)
- Zillertaler Verkehrsbetriebe

historisch
- Bundesbahnen Österreich (Bundesbahn Österreich) tot 1938

### Polen
- Polskie Koleje Państwowe (PKP)
  - PKP Intercity
  - PKP Przewozy Regionalne
  - PKP Szybka Kolej Miejska
  - PKP Warszawska Kolej Dojazdowa
  - PKP Cargo
  - PKP Linia Hutnicza Szerokotorowa
- Warszawka Kolej Dojazdowa (WKD)
- Chem Trans Logistic (CTL)
- LOTOS Kolej Spółka z o. o. Gdánsk
- KGHM Polska Miedz SA Pol-Miedz
- Rail Polska (RP)

### Portugal
- CP (Caminhos de ferro portugueses)
- Fertagus

### Roemenië
- CFR (Compania Naţională de Căi Ferate "CFR")

### Rusland
- RZhD (Rossiskiye Zheleznye Dorogi)

### Servië en Montenegro
- ŽS (Železnice Srbije)
- ŽCG (Železnice Crna Gora)
- Beovoz (stadsspoorwegen van Belgrado)

### Slowakije
- ŽSSK (Železničná spoločnosť, a.s.)
- ŽSR (Železnice Slovenskej republiky)

### Slovenië
- Slovenske železnice

### Spanje
- RENFE (Red Nacional de los Ferrocarriles Españoles)
- FEVE (Ferrocarriles Españoles de Vía Estrecha)
- EuskoTren (Eusko Trenbideak)
- FGC (Ferrocarrils de la Generalitat de Catalunya)
- FGV (Ferrocarrils de la Generalitat Valenciana)
- FS (Ferrocarril de Sóller)
- SFM (Serveis Ferroviaris de Mallorca)

### Tsjechië
- ČD  (České dráhy, nationale spoorwegmaatschappij)
- JHMD (Jindřichohradecké místní dráhy)

### Turkije
- Türkiye Cumhuriyeti Devlet Demiryolları (TCDD)

### Verenigd Koninkrijk
- Zie Lijst van Britse spoorwegmaatschappijen

### Wit-Rusland
- BCh (Belaruskaya Chyhunka)

### Zweden
- Zie: Lijst van Zweedse spoorwegmaatschappijen

### Zwitserland
- Zie: Lijst van Zwitserse spoorwegmaatschappijen

## Noord-Amerika

### Alaska
- White Pass & Yukon Route (WP&YR, historisch)
- Alaska Railroad

### Canada
- Canadian National (CN)
- Canadian Pacific Railway   (CP)
- Chemin de Fer de Salem et Hillsborough
- Greater Toronto Transit Authority GO Transit (GO)
- Ontario Northland Railway (ONR)
- Quebec North Shore and Labrador Railway (QNSL)
- VIA Rail Canada (VIA)
- Historisch:
  - Grand Trunk Railway (GTR)
  - Intercolonial Railway (ICR)
  - Kettle Valley Railway (KVR)
  - British Columbia Railway   (BCR)

### Mexico
- Ferrocarriles Nacionales de Mexico

### Verenigde Staten
- Amtrak
- Atchison, Topeka and Santa Fe Railway
- Burlington Northern Santa Fe Railway
- Chicago South Shore and South Bend
- CONRAIL
- CSX Transportation
- Housatonic Railroad
- Kansas City Southern Railway Company
- Maryland Rail Commuter (Maryland - Washington DC)
- Metra (Chicago)
- Metropolitan Transportation Authority (New York):
  - MTA Metro-North Railroad
  - MTA Long Island Railroad (LIRR)
- New York & Atlantic Railway
- New York, New Haven and Hartford Railroad
- NJ Transit
- Norfolk Southern Railroad
- Penn Central
- Tri-Rail (Miami)
- Union Pacific Railroad
- Virginia Railway Express (Virginia - Washington DC)

## Zuid-Amerika

### Argentinië
- Ferrocarriles Argentinos (FA)
- Rio Gallegos - Rio Turbino Industrial Railway (RFIRT)

### Belize
- Stann Creek Railway (opgeheven in de jaren 50)

### Bolivia
- Empresa Nacional de Ferrocarriles (ENFER)

### Brazilië
- Rede Ferroviária Federal SA (RFFSA)
- Estrada de Ferro Vitória a Minas (EFVM)
- América Latina Logística SA (ALL)
- MRS Logística (MRS)
- Estrada de Ferro Carajás (EFC)
- Companhia Ferroviária do Nordeste (CFN)

### Chili
- Ferrocarriles del Estado

### Colombia
- Ferrocarriles Nacionales de Colombia

### Costa Rica
- National Atlantic Railroad
- Pacific Electric Railroad

### Cuba
- Ferrocarriles Nacionales de Cuba

### Ecuador
- Empresa de Nacional Ferrocarriles del Estado

### Guatemala
- Ferrocarril de Guatemala (FEGUA)

### Honduras
- Ferrocarril Nacional
- Vaccaro Railway
- Tela Railroad

### Jamaica
- Jamaica Railway Corporation

### Nicaragua
- Ferrocarril del Pacifico de Nicaragua

### Panama
- Panama Canal Railway Company
- Chiriqi National Railroad

### Paraguay
- Ferrocarril Presidente Carlos Antonio Lopez

### Peru
- Empresa Nacional de Ferrocarriles del Peru (ENAFER)

### El Salvador
- Ferrocarriles Nacional el Salvador (FENADESAL)

### Suriname
- Surinam Government Railway

### Uruguay
- Uruguayan State Railways

### Venezuela
- Ferrocarriles Nacionales de Venezuela